# Frontliner

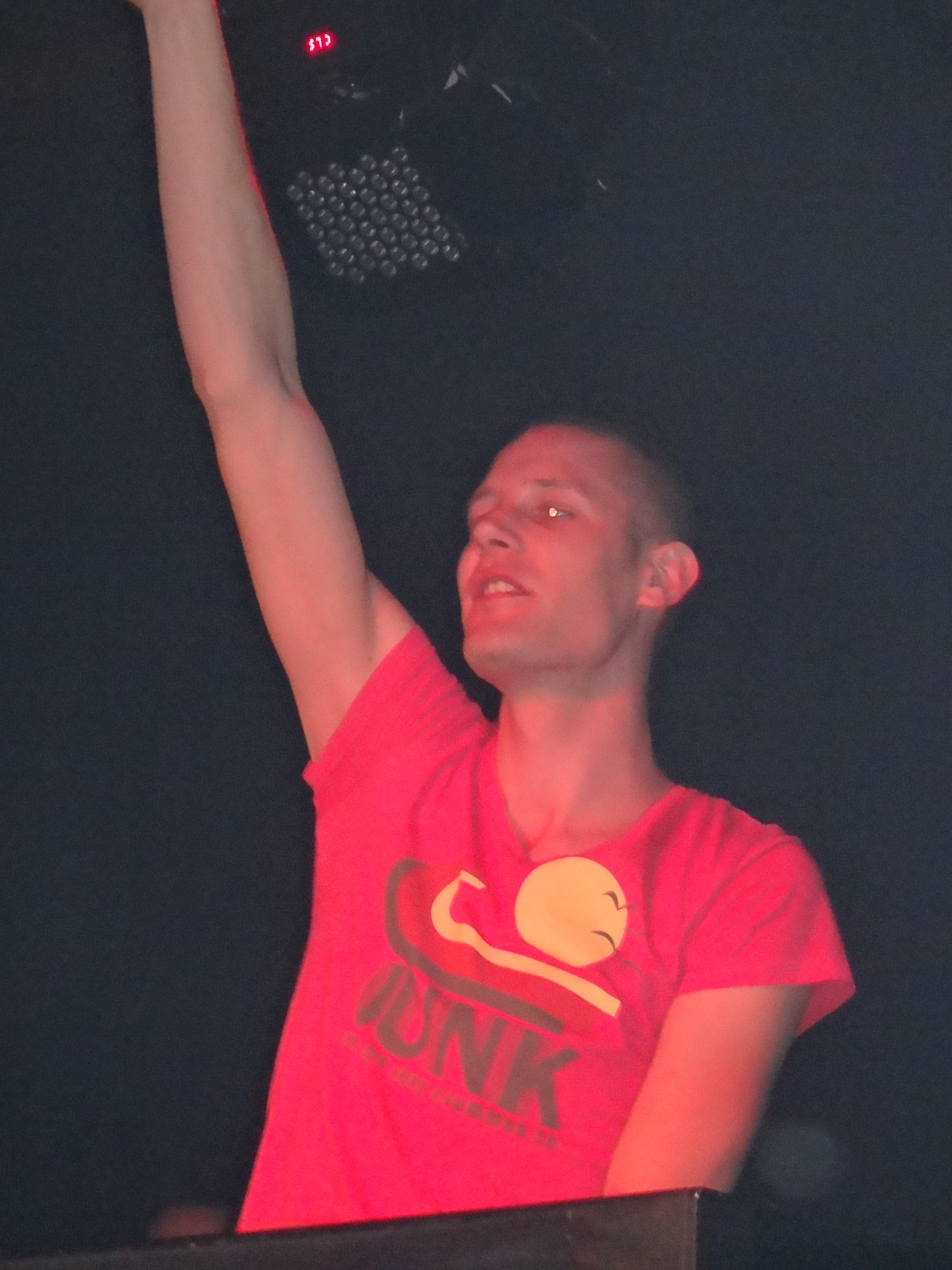
Frontliner im April 2008

Frontliner (* 24. Mai 1984 in Amsterdam; bürgerlich Barry Drooger) ist ein niederländischer Hardstyle-Produzent und DJ.

## Leben
Frontliner begann 2005 unter dem Künstlernamen Abject eigene Songs zu produzieren. Ende 2006 begann er mit Willem Rebergen, besser bekannt als Headhunterz, zusammenzuarbeiten. Von 2008 bis 2012 stand er beim Label Scantraxx unter Vertrag. Seit Juni 2012 werden seine Werke bei seinem eigenen Label Keep It Up Music veröffentlicht.
Frontliner trat bei verschiedenen großen Hardstyle-Events auf, darunter auf den Hauptbühnen von Reverze, Q-Base Qlimax, Decibel, In Qontrol und der Defqon.1. Er steuerte die Hymnen zu mehreren großen Festivals bei, unter anderem 2010 die Hymne für InQontrol. Im Jahr darauf komponierte er die Hymne für das Reverze-Festival, welche Call of the Visionary heißt. Im Jahre 2012 schuf er die Q-Base Anthem namens Symbols sowie 2013 Weekend Warriors für die Defqon.1. Drooger gab 2017 aus nicht näher bekannten Gründen an, in Zukunft nicht mehr auf Veranstaltungen von Q-Dance oder b2s aufzutreten, weil es Diskrepanzen zwischen ihm und den Labels gab. Auf der Defqon.1 2019 trat Drooger wieder auf, was darauf hindeutet, dass er und Q-Dance ihren Streit beilegen konnten.

## Auszeichnungen
- 2012: Harderstate Music Awards: Kategorie Best Anthem
- 2012: Harderstate Music Awards: Kategorie Best Producer[1]

## Diskografie
(Quelle:)

### Alben
- 2011: Producers Mind
- 2013: Thrillogy (feat. Adaro & Partyraiser)
- 2014: The Summer of Frontliner
- 2015: The Summer of Frontliner 2
- 2022: Darkside
- 2024: Echoes of Euphoria

### Singles & EPs
- 2008: Self Deprication / Muzyk
- 2008: Tuuduu / Rock That Thing
- 2009: Spin That Shit (feat. Wildstylez)
- 2009: One Bananaz (feat. Ruthless)
- 2009: Time / Rollin’
- 2009: The First Cut / Greenhouse
- 2009: Sunblast / Expressionz
- 2009: Outside World 2009 (vs. Marc Acardipane)
- 2009: To Ya Brain (feat. Deepack & MC Lan)
- 2010: Magic / Become The Sky (feat. B-Front)
- 2010: Godz Powerrr! (feat. B-Front)
- 2013: Come On!
- 2014: You Got Me Rocking
- 2014: Somebody Say Yeah
- 2014: The New Age
- 2014: Elevate
- 2014: TBA2 (One More Time)
- 2014: Beam Me Into Space
- 2014: Feel Good Right Here
- 2014: Our District
- 2014: I Wanna Give
- 2014: Come To Me
- 2014: Rains Of Fire
- 2015: Raining Melodies (An X-Qlusive Soundtrack)
- 2015: Sound
- 2015: Beatdown
- 2015: Loud
- 2015: 1, 2, 3, Jump!
- 2015: T.M.M.O
- 2015: Up There
- 2015: Tell Me
- 2015: Weightless
- 2015: Sail Away
- 2015: Run
- 2015: You Need Me
- 2015: Last One
- 2016: WKND ft. Max Enforcer
- 2016: What You Come For
- 2016: Friction mit D-Block & S-Te-Fan und Hard Driver
- 2017: OH!
- 2017: Game
- 2017: DTB
- 2018: Bring The House Down
- 2018: I Follow You
- 2018: Praise The Reverse Bass 1
- 2018: For You
- 2018: I Know
- 2018: Silence
- 2019: One Love mit Sander Van Doorn und KOCH
- 2019: Darkside
- 2019: Dream Dust (2019 Edit)
- 2019: Conquer The World

### Sonstige Veröffentlichungen
- 2006: Scantraxx Rootz (feat. Headhunterz, als Abject)
- 2006: End of My Existence (feat. Headhunterz, als Abject)
- 2007: In Our Memories (als Abject)
- 2008: Spacer
- 2008: Warphole
- 2010: Save.Exit.Planet (Official In Qontrol Anthem 2010)
- 2010: Who I Am (feat. MC Villain)
- 2011: Discorecord
- 2011: Rebirth of the Sun
- 2011: Call of the Visionary (Official Reverze Anthem 2011)
- 2011: Creative Community
- 2011: You Want It
- 2011: Dream Dust
- 2011: Lose the Style
- 2012: Keep It Up
- 2012: Phaseriffic
- 2012: Never Come Down (feat. John Harris)
- 2012: Symbols (Q-Base 2012 Open Air Anthem)
- 2012: For The People
- 2012: I'm The Melodyman
- 2012: Halos (feat. John Harris)
- 2012: Death of a Demon (feat. Nikita)
- 2013: Weekend Warriors (Official Defqon.1 Anthem 2013)
- 2013: (We are) Indestructible (feat. Katt Niall)
- 2013: Ten Seconds
- 2013: Turning Into You (feat. Seraina)
- 2013: Planning My Escape (feat. Nikita)
- 2013: Running Boy (feat. John Harris)
- 2014: Galaxies Collide (feat. Kristina Antuna)
- 2014: Frontliner & Radical Redemption (feat. Radical Redemption)
- 2014: We are Eletric (feat. DV8 Rocks)
- 2014: I Can See The Light (feat. Leonie Meijer, Jan Henk De Groot)
- 2014: Heart Beating (feat. Katt Niall)

### Remixes
- 2012: Technoboy – Rage (Frontliner Remix)
- 2013: Armin van Buuren – Shivers (Frontliner Remix)
- 2017: Major Lazer – Believer (Frontliner Remix)